# يان موراي (سياسي)
يان موراي (بالإنجليزية: Ian Murray)‏ هو سياسي بريطاني، ولد في 10 أغسطس 1976 في المملكة المتحدة. حزبياً، نشط في حزب العمال.

## مناصب
- في انتخابات المملكة المتحدة لعام 2010، انتخب عضو برلمان المملكة المتحدة الـ55 عن دائرة إدنبره الجنوبية وقد انضم خلال فترته النيابية ‏ (6 مايو 2010 – 30 مارس 2015) للكتلة البرلمانية حزب العمال.
- في الانتخابات العامة في المملكة المتحدة 2015، انتخب عضو برلمان المملكة المتحدة الـ56 عن دائرة إدنبره الجنوبية وقد انضم خلال فترته النيابية ‏ (8 مايو 2015 – 3 مايو 2017) للكتلة البرلمانية حزب العمال.
- في الانتخابات التشريعية البريطانية 2017، انتخب عضو برلمان المملكة المتحدة الـ57 عن دائرة إدنبره الجنوبية وقد انضم خلال فترته النيابية ‏ (8 يونيو 2017 – ) للكتلة البرلمانية حزب العمال.
- انتخب وزير ظل الدولة لشؤون اسكتلندا [الإنجليزية]‏ (11 مايو 2015 – 26 يونيو 2016).